# 私人股权投资

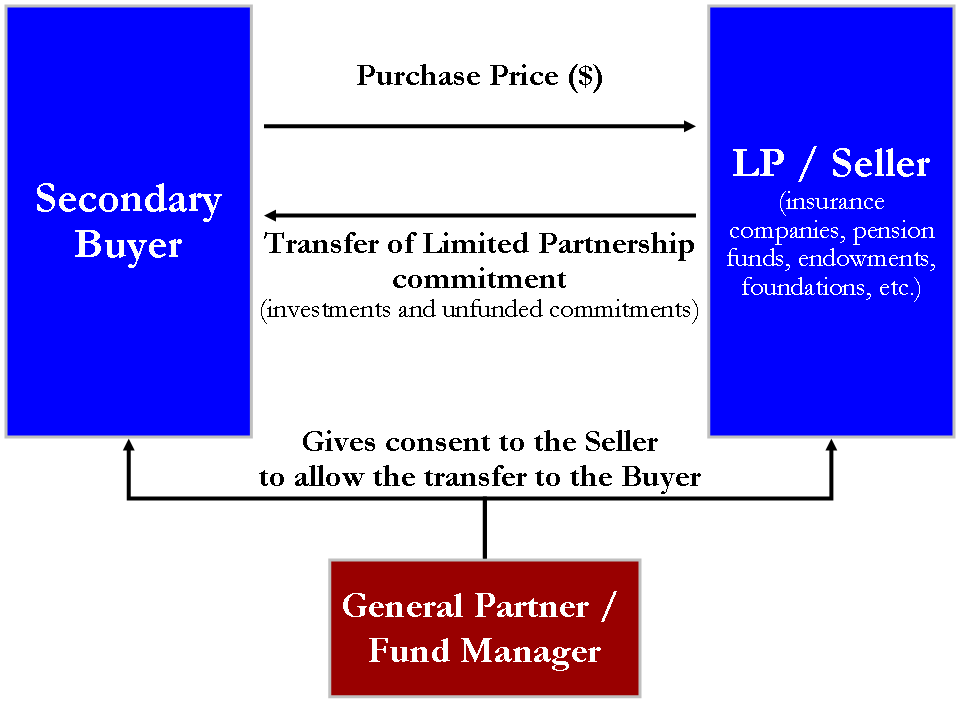
私募基金的股權二手交易方法

私人股权投资（英語：private equity，简称PE，又称私募股权投资或私募基金），是指对任何一种不能在股票市场自由交易的股权资产之投资。机构投资者（例如官方養老資金池、保險公司）可能会投资私人股权投资基金，然後交由投资公司管理并投向目标公司。私人股权投资可以分为以下种类：杠杆收购、风险投资、成长资本、天使投资和夹层融资以及其他形式。私人股权投资基金经常会控制所投资公司的管理，而且经常会引进新的管理团队以使公司价值提升。

## 概述
私人股权是指未在股票市场上市交易的公司的股权。这种类型的股权与股票性质不同，投资回报周期也较长。拥有该股权的私人股权投资公司如果要出售该股权的话，必须在没有传统交易市场的情况下找到买家，所以其投资退出的方式一般是首次公开发售（IPO）。已经有一些努力试图建立私人股权投资之间的交易市场，以便利私人股权投资之间的清算。例如GENESIS交易所，在温哥华组织一个每月举行的私人股权拍卖。但是成效不是很明显。
以名詞來說，基金本身的含意就是集結眾人的資金組合為一個團隊來投資，一般大眾在銀行所能購買的共同基金（Mutual Funds）就是這樣的操作，只不過面對大眾，共同基金的投資標的必須相當明確，也不能投資太有「創意」的內容，所以大抵都是做有公開市場、流動性佳的股票（所以稱股票型基金）、債券（債券型基金）等。
私人股权投资公司主要通过三种方式退出并获得投资回报：首次公开发售股票（IPO），出售公司或与其他公司合并，或者是对公司进行资本重组。未上市的股权可以直接出售给投资者（私募发行）或者其他专门做次级收购的私人股权投资基金。在2005年估计全球共有1350亿美元私人股权投资，这一数据比上一年度高出了五分之一，这是因为全球收购市场的信心提升。而在其中收购基金的比例逐渐上升，从五分之一上升到三分之二，而早期投资和风险投资的比例则逐渐下降。
值得注意的是一些詐欺案中有騙徒利用私募基金、私募股权的名義進行詐騙，然而其本質完全無關只是借用這些名詞，私募並非是「私下募集」之意，絕非幾人私自做些收款就為私募，各國主管機關對於有資格進行私募和有資格投資私募的主體，都有金融嚴格法規限制必須取得許可和經歷特定程序，在正規有法定效力的契約環境和金融機構下運轉，此類詐欺案的成功多半是建立於民眾對於私募知識的一知半解和認為隱藏巨大獲利的神秘感，因為財富高門檻限制，長期以來被視為社會頂尖富人和權貴間的遊戲，營造出了升斗小民以為這領域隱藏神秘巨大獲利。然而真相是私募並非總是賺錢，瞬間公司消失血本無歸的案例甚多，也因此各國不傾向開放平民小額參與的主因，也有許多藍籌型公司的私募活動年報酬率不過4-5%但是能容許較大金額投入，所以外界的各種傳說與印象其實多半是肇因於一知半解。

## 特征
1. 在资金募集上，主要通过非公开方式面向少数机构投资者或个人募集，它的销售和赎回都是基金管理人通过私下与投资者协商进行的。另外在投资方式上也是以私募形式进行，绝少涉及公开市场的操作，一般无需披露交易细节。
2. 多采取权益型投资方式，绝少涉及债权投资。PE投资机构也因此对被投资企业的决策管理享有一定的表决权。反映在投资工具上，多采用普通股或者可转让优先股，以及可转债的工具形式。
3. 对非上市公司的股权投资，或者投资于上市公司非公开交易股权，因流动性差被视为长期投资（一般可达3年一5年或更长），所以投资者会要求高于公开市场的回报。
4. 资金来源广泛，如富有的个人、风险基金、杠杆收购基金、战略投资者、养老基金、保险公司等。
5. 没有上市交易，所以没有现成的市场供非上市公司的股权出让方与购买方直接达成交易。而持币待投的投资者和需要投资的企业必须依靠个人关系、行业协会或中介机构来寻找对方。
6. 比较偏向于已形成一定规模和产生稳定现金流的成形企业，这一点与VC有明显区别。
7. 投资回报方式主要有三种：公开发行上市、售出或并购、公司资本结构重组。对引资企业来说，私募股权投资不仅有投资期长、增加资本金等好处，还可能给企业带来管理、技术、市场和其他需要的专业技能。相对于波动大、难以预测的公开市场而言，私募股权投资资本市场是更稳定的融资来源。在引进私募股权投资的过程中，可以对竞争者保密，因为信息披露仅限于投资者而不必像上市那样公之于众。
8. PE投资机构多采取有限合伙制，这种企业组织形式有很好的投资管理效率，并避免了双重征税的弊端。
9. 投资退出渠道多样化，有首次公开募股IPO、售出（TradeSale）、兼并收购（M&A）、标的公司管理层回购等。

### 私人股权投资的清算風險
私人股权二级市场是指对由私人股权投资以及由其他非传统投资基金业已做出的投资资产之间的买卖。卖出私人股权投资不仅卖出该投资者在基金中的投资，而且还包括该投资者对该基金的承诺额度。私人股权投资根据其性质，主要是用来长期持有的。对于绝大多数的私人股权投资来说，并不存在一个可以上市的交易市场，但是对于私人股权投资资产的卖家来说，有時还是可以找到一个有活力且成熟的二级市场。现在市场有很多专门做二级市场的私人股权投资基金。

## 私募基金
私募基金又稱私人股权投资基金，是私人股权投资公司用来投资的资产池。私人股权投资基金的主要组织形式是有限合伙制，其中私人股权投资公司作为普通合伙人。基金整体作为有限合伙存在，而私人股权投资公司则充当普通合伙人的角色。基金主要从其他投资人那裡募集款项，这些投资人包括养老基金，金融机构还有富裕个人。这些投资者成为基金合伙组织裡的消极有限合伙人，当普通合伙人发现合适的投资机会的时候，他会通知这些有限合伙人并要求他们承担一定比例的投资额度，但是所有的投资决定均由普通合伙人作出。一般情况下，一个基金的存续周期为十年，在此期间内会作出15项到25项不同的投资，每个投资的金额不会超过基金总金额的10%。

### 中国的私人股权投资
中国私人股权投资行业风潮起于A股市场实施全流通改革，从而使PE投资可以通过IPO退出。在2007年二级市场一片形势大好，若干早期创投项目登陆交易所的示范效应下，大量产业资本和私人资本涌入PE行业，抢滩Pre-IPO类型的项目。

## 最終成功轉為上市的案例
- 2007年6月美国著名的私人股权投资公司黑石集团在美国纽约交易所公开上市。

## 知名私人股权投资公司
- 凯雷集团（Carlyle Group）
- 黑石集团（Blackstone Group）
- 贝恩资本（Bain capital）
- 华平投资（Warburg Pincus）
- 德州太平洋集团（Texas Pacific Group）
- KKR集團（Kohlberg Kravis Roberts）
- 紅杉創投（Sequoia Capital）